# Cate Tiernan
Œuvres principales
- Sorcière
- Immortal Beloved
- Balefire

Cate Tiernan (de son vrai nom Gabrielle Charbonnet), née le 24 juillet 1961 à La Nouvelle-Orléans en Louisiane, est une femme de lettres américaine.
Elle est l’auteure de trois séries de romans pour jeunes adultes. Titulaire d’un diplôme de langue et littérature russes à l’université de La Nouvelle-Orléans, elle a travaillé au sein des éditions Random House avant de se consacrer entièrement à l’écriture. Cate Tiernan vit aujourd’hui en Caroline du Nord avec ses deux filles, son mari et ses beaux-fils.
Sa série le plus connu est "Sweep", série parlant de la Wicca.  Elle n'est pourtant pas Wiccane, bien qu'elle apprécie beaucoup d'aspects de cette religion, surtout sa tradition de reconnaître la puissance de la femme.

## Œuvres

### À propos de la sérieSweep
Sweep : The book of shadows est sorti dans sa version originale en 2001, sous l'éditeur Penguin Group.  
En France, les éditions Pocket Jeunesse ont sorti les sept premiers tomes de cette série sous le titre de Magie Blanche avant d'interrompre la publication. Au Québec, les éditions AdA ont rebaptisé la série Sorcière.
Après 3 ans d'absence, Sweep fait son retour en France en 2011 chez un nouvel éditeur, Hachette Jeunesse, qui a choisi de la renommer Wicca, comme au Royaume-Uni et en Australie.

### Traductions françaises
- Chez Pocket Jeunesse, sous le titre de "Magie Blanche" :

1. T. 1. L'éveil de Morgane, octobre 2006
2. T. 2. Le rituel du cercle, octobre 2006
3. T. 3. Sorcière de sang, octobre 2006
4. T. 4. Le bucher, octobre 2006
5. T. 5. Lumières et ténèbres, mars 2007
6. T. 6. L'alliance des pouvoirs, juin 2007
7. T. 7. Liens sacrés, septembre 2007

- Chez AdA, sous le titre de "SORCIÈRE" :

1. T. 1. Le livre des ombres, 2010
2. T. 2. Le cercle, 2010
3. T. 3. Sorcière de sang, septembre 2010
4. T. 4. Magye Noire, 2010
5. T. 5. L'éveil, Janvier, 2011
6. T. 6. Ensorcelée, Mars 2011
7. T. 7. L'Appel, 30 mai 2011
8. T. 8. Métamorphose, Juillet 2011
9. T. 9. Conflit, 30 septembre 2011
10. T. 10. Investigateur, 1er avril 2012
11. T. 11. Origines, 1er octobre 2012
12. T. 12. Eclipse, novembre 2012
13. T. 13. Braver la tempête, 2013
14. T. 14. Aboutissements, 2013
15. T. 15. L'Enfant de la nuit, 2014

- Chez Hachette Jeunesse, sous le titre de Wicca :

1. T.1. Wicca, 2 février 2011
2. T.2. Wicca, juillet 2011
3. T.3. Wicca, octobre 2011
4. T.4. Wicca, septembre 2012
5. T.5. Wicca, février 2014

- Chez Hachette Jeunesse sous le titre de Les immortels

1. T.1 La Fuite, 5 janvier 2011
2. T.2 La Traque, Septembre 2011
3. T.3 La Guerre, 2 novembre 2012

- Aux Editions du Masque sous le titre de Balefire

1. T.1 Le calice du vent, 2012
2. T.2 Cercle de cendres, 2013
3. T.3 Plume de pierre, 2013
4. T.4 Collier d'eau, 2014